# Сакатон Флатс Вилиџ (Аризона)
Сакатон Флатс Вилиџ (енгл. Sacaton Flats Village) насељено је место без административног статуса у америчкој савезној држави Аризона.

## Демографија
По попису из 2010. године број становника је 541.
| Група             | 2000.    | 2010.      |
| Белци             | 0 (0,0%) | 3 (0,6%)   |
| Афроамериканци    | 0 (0,0%) | 1 (0,2%)   |
| Азијати           | 0 (0,0%) | 0 (0,0%)   |
| Хиспаноамериканци | 0 (0,0%) | 63 (11,6%) |
| Укупно            | 0        | 541        |